# رادنور (پنسیلوانیا)
رادنور (به انگلیسی: Radnor) یک منطقهٔ مسکونی در ایالات متحده آمریکا است که در پنسیلوانیا واقع شده‌است. رادنور ۱۳۱٫۹۸ متر بالاتر از سطح دریا واقع شده‌است.